# 固相抽出

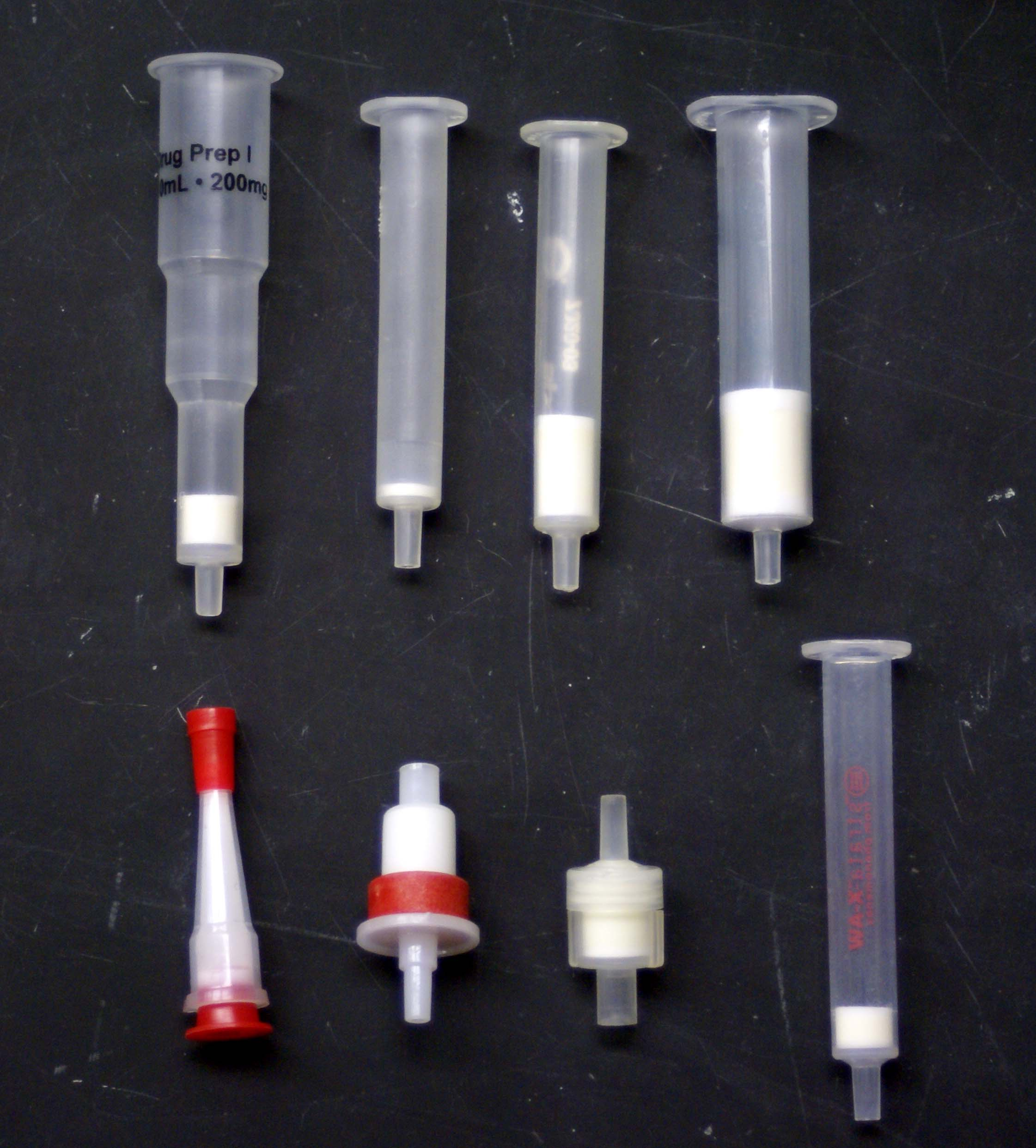
いろいろな形の固相抽出カートリッジ

固相抽出（こそうちゅうしゅつ、Solid phase extraction：略称SPE）とは、分析化学で溶液または懸濁液中の目的とする化合物と不純物とを物理・化学的性質に基づいて分離する方法である。化学分析の前処理として化合物を分離あるいは濃縮するために用いられる。食品、医学における尿・血液・組織、環境における水・土壌・空気（溶液にトラップしたもの）など様々なサンプルの分析に適用される。
溶液または懸濁液（移動相）に含まれる溶質が固体（固定相）の中を流れる間に、それぞれの親和性に応じて吸着したりそのまま流れたりすること（クロマトグラフィーにも用いられる原理）を利用する。液体と固体の間で抽出を行う方法と言ってもよい。不純物が吸着すれば、目的化合物を含む流出液を分析に用いる（クリーンアップ）。逆に目的化合物が吸着すれば、別の移動相を流して目的化合物を溶出しこれを分析に用いる（濃縮・溶媒交換もできる）。
固定相は普通、注射筒状の容器や、多数一度に扱えるよう96穴マイクロプレート用にパックされたカートリッジ、あるいはディスク状のものとして販売されている。移動相を流す方法としては、注射器で押し込む、遠心する、ポンプで吸引するなどの方法があり、各方法に応じた器具・装置がある。固定相には、シリカを担体とし特定の官能基を結合させたもの、またポリマー性の担体も使われる。

## 原理による分類
次のようないくつかの原理（または複数を組み合わせたもの）に基づくものがある。

### 順相
極性の固定相を使い、分子がその極性により固定相に吸着されるのを利用する。極性の高いアルミナ、シリカゲル、フロリジル（ケイ酸マグネシウム）、またシリカに短い炭素鎖を介して極性官能基を結合したものが用いられる。非極性または弱極性の溶媒に溶解したサンプルを流すと極性化合物が固定相に吸着される。これは強極性の溶媒により溶出される。

### 逆相
非極性の固定相を使い、溶質が移動相と固定相との間で分配されるのを利用する。固定相の表面に長い炭化水素鎖やフェニル基を結合させたものが多く用いられ、また用途により活性炭なども用いられる。
使用前には非極性・弱極性溶媒を流してコンディショニングを行い、次いで強極性溶媒（水・緩衝液など）を流して平衡化する。ここに強極性溶媒に溶かしたサンプルを注入すると、中程度ないし弱極性の分子が疎水効果により吸着し、非・弱極性溶媒により溶出する。

### イオン交換
溶質とイオン交換性固定相との電気的相互作用により分離する。水系溶媒を用い、サンプルを流す際には固定相とサンプル成分の両方がイオン化するような pH にする必要がある。吸着した目的化合物を溶出するには、化合物または固定相いずれかを非イオン化するような溶媒を流す。

#### 陰イオン交換
プラスに荷電した固定相が陰イオンと相互作用する。固定相には、強いものとしては常にイオン化している四級アンモニウム、弱いものとしては約 pH9 以下でイオン化するアミンが用いられる。強いイオン交換固定相では強酸性の不純物がすべて吸着される。一方強酸性の目的化合物を回収するには、弱いイオン交換固定相が有利である。

#### 陽イオン交換
マイナスに荷電した固定相が陽イオンと相互作用する。固定相には、強いものとしては常にイオン化している芳香族スルホン酸、弱いものとしては約 pH5 以上でイオン化する脂肪族カルボン酸がよく用いられる。強いイオン交換固定相は強塩基性の不純物をすべて吸着する。強塩基性の化合物を回収するには、弱いイオン交換固定相が有利である。

### その他
以上のほか、キレート作用や、特異的な分子間親和性（金属イオン、キラリティなど）を利用したものがある。
代表的なブランドとしてInertSep：イナートセップ（ジーエルサイエンス製）などがある。